# Евангулов, Алексей Георгиевич
Алексе́й Гео́ргиевич Евангу́лов (30 марта 1954, Тбилиси) — советский спортсмен и российский тренер, главный тренер сборной России по прыжкам в воду (1992—2008). Заслуженный тренер России (1996). Вице-президент Российской федерации прыжков в воду.

## Биография
Алексей Евангулов родился 30 марта 1954 года в Тбилиси в семье тренера по прыжкам в воду Георгия Евангулова.
Окончил[когда?] Государственный центрального ордена Ленина институт физической культуры (ГЦОЛИФК).
В 1978 году получил звание мастера спорта по прыжкам в воду.
В качестве главного тренера готовил сборную команду России к четырём Олимпийским играм (1996, 2000, 2004, 2008).
Член технического комитета по прыжкам в воду Европейской лиги плавания (LЕN)[когда?].
В конце 2008 года Евангулов возглавил британскую сборную по прыжкам в воду.
В 2012 году Евангулов подверг жёсткой критике работу своего подопечного Тома Дэйли, считая, что популярный молодой спортсмен слишком много времени посвящает публичной жизни и средствам массовой в ущерб тренировкам.
Выступление Тома Дэйли и его партнёра Пита Уотерфилда в финале Кубка мира по синхронным прыжкам в воду с 10-метровой вышки, состоявшемся в феврале 2012 года в London Aquatics Centre, подтвердило слова тренера — пара, рассчитывавшая на бронзовые медали, заняла лишь 7-е место. Дэйли прислушался к критике, увеличив время занятий спортом с 6 до 9 часов в неделю. На Олимпиаде-2012, проходившей в августе того же года в Лондоне, восемнадцатилетний Том Дэйли завоевал бронзовую медаль в прыжках с 10-метровой вышки.

## Скандал с Ириной Лашко
— Чем закончился скандал с Ириной Лашко?
А. ЕВАНГУЛОВ: Вы знаете, скандалом вряд ли назовешь, как бы ему придала вот общественность. А спор по сей день существует, к моему огромному огорчению, к моему сожалению. Я противостояния с Ириной Лашко никак не хотел и не хочу, я его не вижу. Оно как-то создано вот само собой. Но это долгая очень история, она исходит ещё с 2000 года. Вот я об этом сказал, что когда разбилась пара Лашко – Пахалина, ведь пара была чемпионок мира, и, по моему глубокому убеждению, эта пара завоевала бы только серебряную медаль, на «золото» бы она не рассчитывала. Поэтому я её поменял, поставил вместо Лашко Ильину, и эта пара выиграла «золото». С тех пор Ирина вот на меня в обиде. Таких случаев очень много. В прошлом году, пожалуйста, девочки завоевали… Я опять создаю пару Пахалина – Лашко, они выступают на чемпионате мира, 5-е место, опять без лицензии. Я тут же эту пару разбиваю, вставляю Позднякову вместо Лашко, и пара выигрывает и чемпионат Европы, и турнир Гран-При, и серебряную медаль. Опять, конечно, Лашко недовольна. Конечно, она будет недовольна, потому что её лишили. Но это прерогатива главного тренера. Я вот тасую пары, я имею на это право. Я не обязан ни перед кем отчитываться. У меня есть интуиция, я эту пару делаю, вставляю и все. Поэтому я считаю, что всё отсюда исходит. А то, что там никак как-то я интерпретировал решение комиссии о Лашко — да, это действительно неприятная история, я чувствую себя виноватым перед Ириной, что я неправильно где-то высказался, я готов всегда извиниться. То есть я никогда не желал зла Ирине и никогда плохо о ней не говорил, об этом многие знают.
К. ПОХМЕЛОВ: Но опять-таки с ваших слов, Алексей Георгиевич, что Ирина Лашко не прошла олимпийский отбор даже в составе сборной Австралии, насколько я понял. Да? То есть она не выступит на Олимпиаде?
А. ЕВАНГУЛОВ: Но дело в том, что так как она имеет двойное гражданство – и российское, и австралийское – тем не менее, существует такое понятие, как спортивное гражданство. В 2006 году она поменяла спортивное гражданство, она написала заявление принять её под нашу юрисдикцию, 12-месячный карантин она выдержала, теперь она, естественно, не может выступать за Австралию, она может выступать только за нас. Но она в австралийскую сборную попала не в олимпийскую, а там был в 2006 году отбор на игры «Содружество». Есть такие — знаете, да? – под флагом английской королевы соревнования очень интересные. И она не прошла там именно. И после этого вот попросилась к нам. Между прочим, она сразу попала в сборную команду России. Причем, я ей поставил условие: на общих основаниях, вот отбирайся, вот чемпионат России. Ирина Лашко заняла призовые места и попала на общих основаниях. Причем она до сих пор числится в сборной команде России, несмотря на то, что где-то прозвучало такое, что её исключили из сборной. Ничего подобного, я её не пытался никогда исключить, она на полных основаниях по сей день числится в списках сборной команды.
Н. КАЛУГИНА: Но у неё есть ещё шанс набрать рейтинговые очки для того, чтобы попасть в олимпийскую сборную?
А. ЕВАНГУЛОВ: Элементарно. Только не рейтинговые очки, а ей надо просто выступить… То есть у нас, в принципе, в олимпийскую команду дорога спокойно открыта. Она может приехать на Чемпионат России, выступить на нем. У нас определенные там условия, то есть не чисто спортивные принципы, как в Америке, это слишком было бы просто, а определенные – то есть сочетание спортивного принципа плюс нормативы балльные. То есть при выполнении определённых условий она элементарно может. Мало того, я вам скажу, в этом году на Олимпиаде попасть в сборную команду олимпийскую гораздо больше шансов у наших спортсменов в связи с изменением правил. Если раньше на дисциплину только три человека допускались, в Сиднее вообще только 2 было, в Афинах – 3, а теперь 4. То есть можно отдельно выставить синхронную пару и отдельно индивидуально. На одном и том же снаряде, то есть на трамплине. Поэтому шансов как раз таки в этом году даже больше попасть.
К. ПОХМЕЛОВ: Ну вот замечательно, вы свой шаг к примирению в данном случае очередной уже сделали, а теперь слово за Ириной Лашко. Захочет – значит, пробьётся и выступит на Олимпиаде.

## Награды
- Медаль ордена «За заслуги перед Отечеством» II степени (06.01.1997)
- Почётный знак Олимпийского комитета России «За заслуги в развитии олимпийского движения в России» (1998)
- Орден Дружбы (19.04.2001)